# Javi Montero
Francisco Javier Montero Rubio (Sevilla, 14 januari 1999) - alias Javi Montero - is een Spaans voetballer die doorgaans als centrale verdediger speelt. In 2018 maakte hij in de Copa del Rey namens Atlético Madrid zijn debuut in het betaalde voetbal. In 2024 maakte hij de overstap van Beşiktaş naar Racing Santander.

## Clubcarrière

### Atletico Madrid
Montero begon met voetballen bij Nervión waarna hij in 2014 zich op vijftienjarige leeftijd aansloot bij de jeugdacademie van Atlético Madrid. Hij kwam in deze periode onder andere 15 wedstrijden in actie tijdens de UEFA Youth League waarbij hij op 13 september zijn debuut maakte in de poulewedstrijd tegen PSV. In het met 0-0 gelijkgespeelde uitduel kwam hij in de 71e minuut in de ploeg.  
In het seizoen 2018/19 maakte Montero de overstap naar de senioren. Trainer Diego Simeone voegde hem tijdens de voorbereiding toe aan de eerste selectie waarbij hij tijdens een oefenwedstrijd tegen Arsenal FC zijn officieuze debuut maakte voor de in 1903 opgerichte club. Hij speelde deze wedstrijd met een veiligheidsbril vanwege een loslatend netvlies. Het gelukte hem niet om zich in de eerste selectie te spelen waardoor hij in Atlético Madrid B terecht kwam waar hij op 23 september debuteerde hij in de uitwedstrijd tegen Navalcarnero. Een maand later maakte hij op 30 oktober zijn opwachting in het eerste elftal tijdens een uitwedstrijd in de Copa del Rey tegen UE Sant Andreu. Kort daarop op 6 november gevolgd door zijn Europees debuut tijdens een thuiswedstrijd in de Champions League tegen Borussia Dortmund. Hij kwam in de rust in de ploeg voor José María Giménez. Vier dagen later debuteerde hij eveneens in de Primera División tijdens de uitwedstrijd tegen Athletic Bilbao. Het lukte hem dit seizoen niet om definitief door te stoten naar het eerste elftal. 
In zijn tweede seizoen (2019/20) lukte het hem wederom niet om zich in de eerste selectie te spelen. Om tot de nodige speelminuten te komen liet hij zich verhuren aan het een divisie lager spelende Deportivo de La Coruña. Vlak voor vertrek verlengde hij zijn contract tot 2024. Na terugkomst volgende bij Beşiktaş een tweede verhuurperiode waar hij het seizoen 2020/21 zou spelen. Een seizoen (2021/22) later maakte hij de definitieve overstap naar de Turkse club. 

#### Verhuur aan Deportivo de La Coruña
Begin september 2019 werd bekend dat Montero voor het seizoen 2019/20 werd verhuurd aan de club uit de stad A Coruña. Een paar dagen later maakte hij onder trainer Juan Anquela zijn basisdebuut in de Segunda División tijdens de thuiswedstrijd tegen Albacete Balompié. Dit seizoen betekende de doorbraak van Montero in het betaald voetbal. Hij kwam tot 24 basisplaatsen. Het gehele seizoen moest hij met Deportivo tegen degradatie vechte. Hetgeen uiteindelijk niet lukte waardoor de voormalige kampioen degradeerde naar het derde niveau. Montero keerde aan het einde van het seizoen terug naar Madrid. 

#### Verhuur aan Beşiktaş
Montero werd voor het seizoen 2020/21 verhuurd aan de in 1903 opgerichte Turkse club. Op 4 oktober maakte hij zijn debuut tijdens de thuiswedstrijd tegen Gençlerbirliği. In het met 0-1 verloren duel in het Beşiktaş Park liet trainer Sergen Yalçın hem in de basis starten. Hij kwam tot negen basisplaatsen in de competitie waardoor hij een beperkte bijdrage had aan het kampioenschap. Beşiktaş won dit seizoen eveneens de Turkse beker. Met drie wedstrijden was zijn inbreng ook hier erg beperkt. Ondanks dat het hem niet gelukte om een vaste basisspeler te worden lichtten de Turken de optie tot koop en kwam Montero op definitief op de loonlijst te staan. 

### Beşiktaş
In het seizoen 2021/22 lukte het Montero niet om een vaste basisspeler te worden in het team van Yalçın maar werd twee keer uit het veld gestuurd. Hij maakte wel zijn eerste doelpunt in het betaald voetbal tijdens een groepswedstrijd voor de UEFA Champions League tegen Borussia Dortmund. In het verloren thuisduel kopte hij uit een vrije trap van Miralem Pjanić in de blessuretijd de 1-2 achter Gregor Kobel. In januari won hij met Beşiktaş de Turkse supercup door na strafschoppen van Antalyaspor te winnen. Montero speelde de gehele wedstrijd. In zijn tweede seizoen (2022/23) kreeg hij met Valérien Ismaël een nieuwe trainer. De trainingswissel pakte niet goed uit voor Montero waardoor hij in de eerste competitiehelft nauwelijks aan spelen toekwam. Hij besloot om zich voor de tweede seizoenshelft te verhuren een het in de 2. Bundesliga spelende Duitse Hamburger SV. Na terugkomst stond er met Şenol Güneş een nieuwe trainer voor de groep echter de situatie veranderde niet voor Montero. Onder de voormalig doelman kwam hij eveneens niet aan spelen toe. Hij koos daarom voor een tweede verhuurperiode. Dit keer kwam hij bij het in de Portugese Primeira Liga spelende FC Arouca terecht. Na terugkomst uit Portugal werd zijn contract ontbonden. Waarop hij besloot zijn loopbaan voor te zetten in zijn geboorteland. Hij maakte de overstap naar het op het tweede Spaanse niveau spelende Racing Santander.

#### Verhuur aan Hamburger SV
Montero liet zich in de winterstop van het seizoen 2022/23 met een optie tot koop voor een half jaar verhuren aan de Noord-Duitse club. Hij werd gehaald ter vervanging van Mario Vušković, die vanwege het gebruik van EPO geschorst was. Kort na zijn komst maakte hij op 11 februari zijn basisdebuut in de uitwedstrijd tegen 1. FC Heidenheim 1846. Tijdens zijn tweede wedstrijd voor de Hamburger club tegen Karlsruher SC werd hij door scheidsrechter Sascha Stegemann met twee keer geel uit het veld gestuurd. Hetgeen hem nogmaals overkwam tijdens zijn derde wedstrijd. In de uitwedstrijd tegen Fortuna Düsseldorf kreeg hij wederom twee keer geel waardoor hij vroegtijdig het veld moest verlaten. Montero verloor hierdoor zijn basisplaats omdat trainer Tim Walter ondertussen voor Jonas David had gekozen als alternatief naast Sebastian Schonlau in de verdediging. Naast een korte invalsbeurt tegen Jahn Regensburg kreeg hij nog een keer wegens een blessure van zijn concurrent een basisplaats toebedeeld. Aan het einde van het seizoen keerde hij terug naar Turkije.

#### Verhuur aan FC Arouca
Aan het einde van de zomerse transferwindow werd bekend dat Montero voor het seizoen 2023/24 liet verhuren aan de club uit Arouca. Op 3 september maakte hij zijn basisdebuut tijdens de uitwedstrijd tegen FC Porto. De rest van het seizoen bleef hij onomstreden in het team van trainer Daniel Ramos en kwam hij in de competitie tot 29 basisplaatsen waarin hij eenmaal wist te scoren. Op 28 december scoorde hij in de met 1-4 gewonnen uitwedstrijd tegen CF Estrela da Amadora in de 80e minuut het derde doelpunt. Na 34 wedstrijden volgde de terugkeer naar Beşiktaş.

### Racing Santander
In de zomer van 2025 tekende Montero contract tot 2026 bij de club uit de regio Cantabrië. Op 18 augustus maakte hij in een wedstrijd in de Segunda División A zijn debuut tegen UD Almería. Trainer José Alberto López liet hem in het met 2-2 gelijkgespeelde thuisduel in de basis starten. De rest van het seizoen hield hij deze vast waarbij hij op 16 november zijn eerste doelpunt maakte in het shirt van Santander. In het met 2-0 gewonnen thuisduel tegen Burgos CF maakte hij in de 24e minuut het tweede doelpunt. 

## Clubstatistieken
| Seizoen                         | Club                     | Competitie         | Competitie | Competitie | Beker | Beker | Internationaal | Internationaal | Overig | Overig | Totaal | Totaal |
| Seizoen                         | Club                     | Competitie         | Wed.       | Dlp.       | Wed.  | Dlp.  | Wed.           | Dlp.           | Wed.   | Dlp.   | Wed.   | Dlp.   |
| ------------------------------- | ------------------------ | ------------------ | ---------- | ---------- | ----- | ----- | -------------- | -------------- | ------ | ------ | ------ | ------ |
| 2018/19                         | Atletico Madrid B        | Primera Federación | 19         | 0          | 0     | 0     | 0              | 0              | 0      | 0      | 19     | 0      |
| 2018/19                         | Atletico Madrid          | Primera División   | 9          | 0          | 3     | 0     | 2              | 0              | 0      | 0      | 14     | 0      |
| 2019/20                         | → Deportivo de La Coruña | Segunda División   | 30         | 0          | 1     | 0     | 0              | 0              | 0      | 0      | 31     | 0      |
| 2020/21                         | → Beşiktaş               | Süper Lig          | 13         | 0          | 3     | 0     | 1              | 0              | 0      | 0      | 17     | 0      |
| 2021/22                         | Beşiktaş                 | Süper Lig          | 17         | 1          | 3     | 0     | 4              | 1              | 1      | 0      | 25     | 2      |
| 2022/23                         | Beşiktaş                 | Süper Lig          | 3          | 0          | 1     | 0     | 0              | 0              | 0      | 0      | 4      | 0      |
| 2022/23                         | → Hamburger SV           | 2. Bundesliga      | 4          | 0          | 0     | 0     | 0              | 0              | 1      | 0      | 5      | 0      |
| 2023/24                         | → FC Arouca              | Primeira Liga      | 29         | 1          | 3     | 0     | 0              | 0              | 2      | 0      | 34     | 1      |
| 2024/25                         | Racing Santander         | Segunda División   | 24         | 1          | 0     | 0     | 0              | 0              | 0      | 0      | 24     | 1      |
| Carrière totaal                 | Carrière totaal          | Carrière totaal    | 148        | 3          | 14    | 0     | 7              | 1              | 4      | 0      | 173    | 4      |
| Bijgewerkt tot 21 februari 2025 |                          |                    |            |            |       |       |                |                |        |        |        |        |

- In het seizoen 2021/22 speelde Montero een wedstrijd voor de Turkse Supercup;
- Hij speelde in het seizoen 2022/23 met Hamburger SV een wedstrijd mee tijdens de play-off.
- Met FC Arouca speelde hij in het seizoen 2023/24 twee wedstrijden in de Allianz Cup, het tweede bekertoernooi van Portugal.

## Interlandloopbaan
Montero speelde een jeugdinterland voor Spanje. Op 10 oktober speelde hij met Spanje -21 een oefeninterland tegen de leeftijdsgenoten uit Duitsland. Bondscoach Luis de la Fuente bracht hem in de 73e minuut in de ploeg voor Aitor Buñuel. 
| Jeugdinterlands van Javi Montero voor Spanje () | Jeugdinterlands van Javi Montero voor Spanje () | Jeugdinterlands van Javi Montero voor Spanje () | Jeugdinterlands van Javi Montero voor Spanje () | Jeugdinterlands van Javi Montero voor Spanje () | Jeugdinterlands van Javi Montero voor Spanje () |
| №                                               | Datum                                           | Wedstrijd                                       | Uitslag                                         | Soort Wedstrijd                                 | Doelpunten                                      |
| Als speler bij Onder -21                        | Als speler bij Onder -21                        | Als speler bij Onder -21                        | Als speler bij Onder -21                        | Als speler bij Onder -21                        | Als speler bij Onder -21                        |
| ----------------------------------------------- | ----------------------------------------------- | ----------------------------------------------- | ----------------------------------------------- | ----------------------------------------------- | ----------------------------------------------- |
| 1.                                              | 10 oktober 2019                                 | Spanje – Duitsland                              | 1 – 1                                           | Vriendschappelijk                               |                                                 |
| Bijgewerkt tot 21 februari 2025                 |                                                 |                                                 |                                                 |                                                 |                                                 |

## Erelijst
| Landskampioen Turkije       | 1x | 2020/21 |
| Winnaar Turkse voetbalbeker | 1x | 2020/21 |
| Winnaar Turkse supercup     | 1x | 2021/22 |